# Teorías cínicas
Teorías cínicas: cómo el activismo del mundo académico hizo que todo girara en torno a la raza, el género y la identidad... y por qué esto nos perjudica a todos es un ensayo de Helen Pluckrose y James Lindsay, publicado en agosto de 2020. El libro apareció en las listas de superventas de Publishers Weekly,USA Today, y el Calgary Herald.

## Resumen
Teorías cínicas contrasta los enfoques académicos del liberalismo y el posmodernismo para luego argumentar que el "posmodernismo aplicado" (que se centra en el deber ser más que en el ser) ha desplazado otros enfoques hacia el activismo. Los autores presentan varios campos y corrientes académicas (teoría poscolonial, teoría queer, teoría crítica de la raza, interseccionalidad, feminismo de cuarta ola, estudios de género, estudios sobre la gordofobia y el capacitismo) y describen cómo el enfoque del "posmodernismo aplicado" se ha desarrollado en cada uno de estos campos. Los autores utilizan mayúsculas para distinguir entre el concepto liberal de "justicia social" y el movimiento ideológico de "Justicia Social" que, según afirman, el posmodernismo ha terminado por cosificar.

## Ventas y rankings
Poco después de su lanzamiento, el libro se convirtió en un éxito de ventas del Wall Street Journal, USA Today, y Publishers Weekly y en el número uno en ventas de filosofía en Amazon. Cynical Theories fue nombrado uno de los mejores libros del año 2020 por el Financial Times  y uno de los mejores libros políticos y de actualidad del año 2020 del Times.

## Recepción de la crítica

### Críticas positivas
Steven Pinker, de la Universidad de Harvard, elogió el libro y dijo que "expone las raíces intelectuales sorprendentemente superficiales de los movimientos que parecen estar envolviendo nuestra cultura". 
Douglas Murray escribió una reseña de admiración de Teorías cínicas para The Times, diciendo: "Rara vez he leído un resumen tan bueno de cómo evolucionó el posmodernismo desde la década de 1960 en adelante". Murray concluyó: "Sin embargo, cuando dejé el libro y encendí las noticias no pude evitar pensar que esta deconstrucción de los deconstruccionistas puede haber llegado un momento demasiado tarde". 
Joanna Williams, escribiendo como comentarista en Spiked, dijo que los autores brindan "un enorme servicio al traducir el lenguaje de los activistas de hoy y explicar a los lectores no inmersos en la teoría crítica o el posmodernismo cómo se ve el mundo desde la perspectiva de aquellos que integran estas corrientes", y que "destaca con éxito cómo, a lo largo de seis décadas, la creciente popularidad de la teoría crítica dentro de las facultades universitarias de humanidades y ciencias sociales cambió el posmodernismo de una actividad académica minoritaria a un marco político que lo abarca todo". Pero Williams también señaló que "si bien Teorías cínicas ofrece una excelente explicación de cómo la erudición posmoderna se transformó en activismo por la justicia social, es menos convincente cuando se trata de por qué sucedió esto". Williams afirmó: "Lo que en gran medida falta en Cynical Theories es una contextualización política más amplia del activismo por la justicia social". 
Ryan Whittaker escribió en The Manchester Review que "a pesar de sus defectos, Cynical Theories es una obra de no ficción importante, interesante, accesible y ampliamente citada. Evita las trampas de los textos atrapados en temas de 'guerra cultural'; evita intencionalmente peroratas de expertos de izquierda y derecha y es probable que el lector salga con la sensación de que ha sido académico y justo con sus oponentes.Peter Gregory Boghossian, que también había publicado artículos falsos en el asunto Grievance Studies con Lindsay y Pluckrose afirmó que el libro "es un ataque nuclear táctico al corazón de la arquitectura moral que sostiene la Guerra Cultural 2.0" y "llevará la guerra cultural al siguiente nivel.
Escribiendo en The Times Literary Suplement, Simon Jenkins escribió que media hora después de comenzar pensó que había "ya tenido suficiente de este libro". Helen Pluckrose y James Lindsay parecían obsesionados por un hombre de paja, un enemigo falso. Sentí que sus oponentes seguramente tenían buenas intenciones y realmente no creían en lo que se les acusaba de creer". Sin embargo, continuó: "Sigo leyendo y ahora pienso de otra manera". Calificó la conclusión de "refrescante" en el sentido de que no ofrecían ninguna "estrategia contrarrevolucionaria" ni "exigían que se suprimiera la teoría", sino que sólo pedían el apoyo de "la razón, el debate, la tolerancia, la democracia y el Estado de derecho". Escribió que el libro ilumina "uno de esos desvíos de la ideología occidental que llevaron tanto a Salem como a Weimar ". 

### Críticas mixtas
Nigel Warburton, que escribe para The Spectator, elogia los primeros capítulos sobre el posmodernismo y llama a la primera parte del libro "una historia plausible e interesante sobre los orígenes de los fenómenos que describen. Como Roger Scruton en su libro Fools, Frauds, and Firebrands, han hecho sus deberes y no se les puede acusar con justicia de tener una comprensión superficial de los pensadores con los que interactúan, aunque probablemente subestimen la seriedad y profundidad del análisis del poder de Foucault. Dice que "el libro se convierte entonces en una polémica sin guantes contra manifestaciones específicas de la teoría en áreas como el poscolonialismo, la teoría queer, la teoría crítica de la raza, el género, y estudios de discapacidad. Aquí son mucho menos caritativos con sus objetivos y realizan tiros bajos al pasar, una estrategia que probablemente evitará que cualquiera que haya atrapado a Teoría crítica se cure leyendo esto." 
Nick Fouriezos, de la revista OZY, describió Cynical Theories como el primer intento cohesivo de unir los hilos intelectuales de la red intelectual oscura. Señala que [si bien] le da crédito al liberalismo por conducir a los logros del movimiento feminista moderno, los derechos LGBT y el movimiento de derechos civiles, [el libro] sugiere que se alcanzó una victoria casi total en esos campos a fines de la década de 1980 , ignorando importantes problemas que han persistido desde entonces. 
Al revisar el libro para Philosophy Now, Stephen Anderson notó una "gran debilidad" en el libro, pero recomendó una lectura.  
La especialista en ética de la Universidad La Trobe, Janna Thompson, escribió en The Conversation que los autores del libro tienen razón al señalar el daño injustificado a las personas que son denunciadas y “canceladas” por delitos menores, o por expresar una opinión que los activistas de la identidad consideran inaceptable , pero señaló que  nnoNo hay que ser relativista para pensar que las opinio nes[...]  de[...] los grupos minoritarios deben ser respetadas o ser " anticientíficas " para pensar que la investigación científica a veces ignora [...] las perspectivas de las mujeres y minorías. Ella escribió que los liberales, como defensores del compromiso crítico, deberían estar abiertos a la posibilidad de que la teoría, a pesar de serroreslasa ya detectado formas de prejuicios que nuestra sociedad tiende a pasar por alto. Basándose en los argumentos del politólogo Glyn Davis, Thompson señaló que el aspecto más problemático del libro es la culpa que acumula sobre los departamentos de humanidades de las universidades por agitar una cultura de la cancelación y las guerras culturaes . Thompson afirmó que Lindsay y Pluckrose, al exagerar su caso y apuntar sus armas a las humanidades y las universidades, no pueden hacerse pasar por contribuyentes objetivos a la búsqueda de la verdad, y traicionaron que ellos mismos fueron combatientes en las guerras culturales . 
Brian Russell Graham de la Universidad de Aalborg  y colaborador de Quillette    y Areo Magazine    escribió que Teorías cínicas "merece todos los aplausos que está recibiendo, pero quizás podría haber sido un libro aún mejor." Cita el "activismo político estadounidense local de la década de 1960, que floreció en parte independientemente de los acontecimientos europeos" como "la omisión más destacada" del libro. Escribió que "en los Estados Unidos, la política de identidad comenzó a afirmarse antes y sin la influencia de Foucault y, más en general, el papel posmodernista" en "el llamado giro cultural". 
En un artículo para el conservador estadounidense James G. Martin Center for Academic Renewal, Sumantra Maitra afirmó que Cynical Theories proporciona "ejemplo tras ejemplo como evidencia" que "las instituciones académicas [...] cambiaron con el tiempo" y "cómo todo, desde los medios hasta la investigación, parece propaganda ideológica". Maitra afirma que "el posmodernismo es también, al fin y al cabo, un juego de poder despiadado. Todo el movimiento "descolonizador" es, igualmente, esencialmente una forma de "reforzar sus filas" en la academia. Sin embargo, después de señalar que Lindsay y Pluckrose se oponían "desconcertantemente a los recortes de financiación" debido a su declarada resistencia a la tentación de "luchar contra el iliberalismo con iliberalismo o contrarrestar las amenazas a la libertad de expresión prohibiendo el discurso de los censores", Maitra admite que el libro "ofrece vagos deseos utópicos" para contrarrestar el "problema", porque:

Si [...] el posmodernismo es peligrosamente subversivo, entonces esa amenaza no se vencería en "el mercado de ideas", dado que las palancas de dichas ideas están controladas por las mismas personas con las que se está luchando (como señala correctamente Lindsay). El poder se enfrenta con poder, no solo con ideas y valores. A pesar de todos sus defectos, los posmodernistas, al igual que los marxistas, comprenden mucho mejor la cuestión del poder que los liberales, y están dispuestos a utilizarlo para fines políticos.

Roland Rich en la Revista de Población y Desarrollo del Population Council escribió que los autores "han hecho su investigación" pero "no comenzaron su investigación con una mente abierta".  Al leer en medio de la "disputa sobre los resultados de las elecciones [presidenciales estadounidenses] de 2020", Rich se alejó de su "instinto inicial" para "acumular" la "perspectiva de justicia social". Sin embargo, le dio crédito al libro por su remedio involuntario a la táctica de los "medios conservadores" de agrupar despectivamente el "pensamiento progresista" liberal y la "teoría crítica", ya que el libro desenredó los dos al preferir el primero a la segunda. Rich concluyó que "Pluckrose y Lindsay han tomado partido en este debate, pero es casi imposible no hacerlo".  

### Críticas negativas
...falla en sus propios términos: no porque los valores del argumento racional basado en la evidencia que Pluckrose y Lindsay afirman defender sean valores pobres, sino porque el libro mismo claramente no los cumple. Se podría empezar por preguntarse quiénes son los verdaderos cínicos aquí.

Park MacDougald, escribiendo desde su puesto como editor de Vida y Artes del conservador Washington Examiner, comentó que "la forma específica de “posmodernismo cosificado” ahora promovido por nuestras élites tiene muy poco que ver con, digamos, el interés de Derrida en las aporías del lenguaje". MacDougald escribió que Lindsay y Pluckrose, con su "intento superficial de probar que el liberalismo basado en los derechos es de alguna manera más objetivamente cierto que otras teorías políticas", no logran comprender que...

...la mayoría de las "verdades" sociales y políticas no se establecen mediante pruebas o ecuaciones. Son narrativas, y resulta imposible entender cuáles son aceptadas... sin pensar en los "sistemas de poder y jerarquías".

MacDougald concluyó: "Simpatizo con la frustración de Pluckrose y Lindsay por cómo la izquierda utiliza una versión bastarda del posmodernismo para justificar una tiranía intelectual mezquina... Pero es un error simplemente descartar a los posmodernistas por desviarse de la verdadera fe del liberalismo basado-en-pruebas." 
Dion Kagan en The Monthly destacó el "enfoque trillado" del libro al descartar ciertos campos académicos, junto con sus "omisiones, atribuciones erróneas y selección selectiva". Kagan también admitió que "Teorías cínicas no es una caricatura del posmodernismo al nivel de Jordan Peterson". 